# Sławne (obwód wołyński)
Sławne (ukr. Славне) – wieś na Ukrainie w rejonie łuckim obwodu wołyńskiego.
Do 2020 w rejonie kiwereckim. 